# Liste des woredas de la région Amhara
Voici la liste des 105 woredas de la région Amhara en Éthiopie.Cette liste est élaborée grâce au rapport de la CSA (Central Statistical Agency).
- Haut – A
- B
- C
- D
- E
- F
- G
- H
- I
- J
- K
- L
- M
- N
- O
- P
- Q
- R
- S
- T
- U
- V
- W
- X
- Y
- Z

## A
- Achefer
- Addi Arkay
- Adet
- Alefa
- Amba Sel
- Angolalla Terana Asagirt
- Ankesha
- Ankober
- Antsokiyana Gemza
- Artuma Fursina Jile
- Awabel

## B
- Bahir Dar Zuria
- Banja
- Baso Liben
- Bati
- Belessa
- Berehet
- Beyeda
- Bibugn
- Bugna
- Bure Wemberma

## C
- Chefe Golana Dewerahmedo
- Chilga

## D
- Dabat
- Dangila
- Dawuntna Delant
- Debarq
- Debay Telatgen
- Debre Berhan Zuria
- Debre Marqos
- Debre Sina
- Debre Tabor
- Dega Damot
- Dehana
- Dejen
- Dembecha
- Dembiya
- Dera
- Dessie
- Dessie Zuria

## E
- Ebenat
- Efratana Gidim
- Enarj Enawga
- Enbise Sar Midir
- Enemay
- Este

## F
- Faggeta Lekoma
- Farta
- Fogera

## G
- Gera Midira Keya Gebriel
- Geshe Rabel
- Gidan
- Goncha Siso Enese
- Gondar
- Gondar Zuria
- Guangua
- Guba Lafto
- Guzamn

## H
- Habru
- Hagere Mariamna Kesem
- Hulet Ej Enese

## J
- Jabi Tehnan
- Jama
- Jan Amora

## K
- Kalu
- Kemekem
- Kelala
- Kewet
- Kobo
- Kombolcha
- Kuarit
- Kutaber

## L
- Lay Armachiho
- Lay Betna Tach Bet
- Lay Gayint
- Legambo

## M
- Machakel
- Mafud Mezezo Mojana
- Mam Midrina Lalo Midir
- Magdala
- Meket
- Menjarna Shenkora
- Merawi
- Metemma
- Moretna Jiru

## Q
- Qwara
- Sanja
- Sayint
- Sekela
- Soqota
- Shebel Berenta
- Simada
- Siyadebrina Wayu Ensaro

## T
- Tach Gayint
- Tehuledere
- Tenta

## W
- Wadla
- Wegde
- Wegera
- Weldiya
- Were Babu
- Were Ilu
- Weremo Wajetuna Midarema

## Z
- Zikuala